# Livlæge
Livlæge er titlen på den eller de læger, der er ansatte hos kongen og andre fyrstelige personer.
Man kender for Danmarks vedkommende livlægen lige fra midten af det 15. århundrede. Selv da det var bestemt, at kun doktores fra Københavns Universitet måtte praktisere i Danmark, gjordes der en undtagelse med livlægen, der ofte var indkaldte fra udlandet.
På grund af sin stilling som monarkens fortrolige kom livlægen ofte til at spille en rolle også i politisk henseende, og det mest fremtrædende eksempel herpå i den danske historie er Struensee.
I ældre tid kaldtes livlægen ofte med et græsk ord arkiater. Foruden livlægen findes ofte livkirurger. Livlægen lønnedes i gamle dage dels med pengeløn, dels med kanonikater, nutildags af den kongelige civilliste.